# Zelandobius furcillatus
Zelandobius furcillatus is een steenvlieg uit de familie Gripopterygidae. De wetenschappelijke naam van de soort is voor het eerst geldig gepubliceerd in 1923 door Tillyard.